# Бітло (Флорида)
Бітло (англ. Bithlo) — переписна місцевість (CDP) в США, в окрузі Орандж штату Флорида. Населення — 9848 осіб (2020).

## Географія
Бітло розташоване за координатами 28°33′54″ пн. ш. 81°6′29″ зх. д. / 28.56500° пн. ш. 81.10806° зх. д. (28.564901, -81.108113).  За даними Бюро перепису населення США в 2010 році переписна місцевість мала площу 28,22 км², з яких 27,80 км² — суходіл та 0,42 км² — водойми.

## Демографія
Згідно з переписом 2010 року, у переписній місцевості мешкало 8268 осіб у 2793 домогосподарствах у складі 2094 родин. Густота населення становила 293 особи/км².  Було 3175 помешкань (113/км²).
Расовий склад населення:
| - 80,8 % — білих - 7,2 % — чорних або афроамериканців - 3,6 % — азіатів - 0,6 % — корінних американців - 0,2 % — вихідців з тихоокеанських островів - 4,0 % — осіб інших рас |

До двох чи більше рас належало 3,5 %. Частка іспаномовних становила 21,8 % від усіх жителів.
За віковим діапазоном населення розподілялося таким чином: 26,9 % — особи молодші 18 років, 65,2 % — особи у віці 18—64 років, 7,9 % — особи у віці 65 років та старші. Медіана віку мешканця становила 35,6 року. На 100 осіб жіночої статі у переписній місцевості припадало 102,9 чоловіків;  на 100 жінок у віці від 18 років та старших — 103,1 чоловіків також старших 18 років.
Середній дохід на одне домашнє господарство  становив 64 640 доларів США (медіана — 50 704), а середній дохід на одну сім'ю — 69 874 долари (медіана — 53 777). Медіана доходів становила 34 286 доларів для чоловіків та 32 500 доларів для жінок. За межею бідності перебувало 18,3 % осіб, у тому числі 27,2 % дітей у віці до 18 років та 8,7 % осіб у віці 65 років та старших.
Цивільне працевлаштоване населення становило 4093 особи. Основні галузі зайнятості: науковці, спеціалісти, менеджери — 18,9 %, освіта, охорона здоров'я та соціальна допомога — 16,8 %, роздрібна торгівля — 13,5 %, мистецтво, розваги та відпочинок — 11,8 %.